# Цыбенов, Жимба Жамсо
Жимба́ Жамсо́ Цыбе́нов (1904—1995) — буддистский деятель России, художник, философ, настоятель Цугольского дацана.

## Биография
Родился 6 ноября 1904 года в улусе Зогдоши Забайкальской области.
В 1911 году был принят учеником-хувараком в Тарбагатайский дацан. В 1914 году учился в Агинском дацане. В 1923 году в числе наиболее способных юношей послан для продолжения образования в Монголию. 
В монастыре Брейбун-Хид Жимба Жамсо начал систематически учиться живописи и философии, получил учёную степень габши по философии Праджняпарамиты. Одновременно изучал тантру, особенно после переезда в центральный монастырь Гандан в Улан-Баторе, где его руководителем по тантре становится лама Лодой Жамсо. Там же под руководством врача Шейраб-Жамсо начинает постигать основы тибетской медицины.
В 1934 году Цыбенов был репрессирован, приговорён к 10 годам лагерей, отбывал срок в Коми АССР, освобождён из лагеря в 1939 году, жил на поселении в Томске. 
В 1941 году призван в Красную Армию, участвовал в Великой Отечественной войне. После демобилизации жил в Кемеровской области. Вернувшись на родину с 1953 года работал художником-маляром в посёлке Курорт-Дарасун. 
С 1966 по 1977 год работал научным сотрудником отдела активных веществ тибетской медицины в Бурятском филиале СО АН СССР в Улан-Удэ. С 1977 года полностью занялся живописью и философией. Автор росписей в Агинском дацане, рисовал буддистские танка, изучал труды индийских и тибетских философов, по буддийским текстам составлял сочинения, отражающие суть учения Будды. 
Являлся экспертом в области буддийской живописи и преподавал. Среди его учеников был А. Качаров, ленинградский буддист-художник, который впоследствии стал профессором Тибетского университета в Сарнатхе (Индия) и университета штата Вирджиния (США). 
Жимба Жамсо Цыбенов в составе бурятской делегации посетил Индию, где был удостоен аудиенции Далай-ламы XIV. С 1989 по 1993 год был настоятелем Цугольского дацана.
Умер 16 июня 1995 года в селе Цугол Могойтуйского района. После смерти кремирован на горе рядом с дацаном.